# Odes anacréontiques
Odes anacréontiques is de titel van een tweetal composities van Albert Roussel. Het zijn liedbundels waarbij Roussel voor de teksten teruggrijpt op de Klassieken. Het gaat daarbij om teksten/odes geschreven in de stijl van Anacreon in een vertaling van Charles Leconte de Lisle. Diens bundel Idylles de Theocrite et Odes anacréontiques verscheen in 1861.
Roussel gebruikte de volgende odes:
- opus 31.1. Ode XVI Sur lui-même (opgedragen aan Tony Jourdan)
- opus 31.2.Ode XIX Qu’il faut boire (opgedragen aan Charles Sautelet, vertaler)
- opus 31.3 Ode XX Sur une jeune fille (opgedragen aan René Dommange, politicus en advocaat)
- opus 32.1 Ode XXVI Sur lui-même (opgedragen aan Henry Fabert)
- opus 32.2 Ode XXXIV Sur une jeune fille (opgedragen aan Edmond Warnery, zanger)
- opus 32.3 Ode XLIV Sur une songe (opgedragen aan Henry Le Bœuf, weldoener op kunstgebied)

De liederen zijn in eerste instantie geschreven voor zangstem en pianobegeleiding. Later orkestreerde Roussel de opps 31.1, 32.1 en 32.2. De eerste uitvoering vond plaats op 30 mei 1927, toen beide bundels tegelijkertijd werden uitgevoerd. Edmond Warnéry was de bariton die zong, met waarschijnlijk Roussel achter de piano.